# Jilem, Havlíčkův Brod
Jilem là một làng thuộc huyện Havlíčkův Brod, vùng Vysočina, Cộng hòa Séc.